# Horacio Flores de la Peña
Horacio Flores de la Peña (Saltillo, Coahuila, 24 de julio de 1923 -  Ciudad de México, 17 de mayo de 2010) fue un político y economista mexicano, miembro del Partido Revolucionario Institucional, que durante el gobierno de Luis Echeverría Álvarez ocupó la titularidad de la Secretaría del Patrimonio Nacional. Fue durante la década de 1960 y 1970 uno de los principales economistas mexicanos, decidido partidario de una amplia participación del Estado en la economía.

## Trayectoria
Horacio Flores de la Peña inició sus estudios en la ciudad de Saltillo, egresando de preparatoria del Ateneo Fuente, fue Licenciado en Economía egresado de la Escuela Nacional de Economía de la Universidad Nacional Autónoma de México (1955), de la que llegó a ser destacado maestro y director de la misma de 1965 a 1966; así mismo, realizó estudios de posgrado en la misma materia en la American University.
Tras ser director de la Escuela Nacional de Economía de la UNAM, el 1 de diciembre de 1970 fue nombrado Secretario del Patrimonio Nacional, desde ese puesto fue uno de los principales ideólogos del cambio del modelo económico mexicano, pasando del llamado desarrollo estabilizador —cuyo principal representante había sido Antonio Ortiz Mena, secretario de Hacienda durante los doce años anteriores— por el entonces denominado desarrollo compartido, que propugnaba una amplia participación del estado en la economía, este modelo, que se desarrolló durante las presidencias de Luis Echeverría y José López Portillo y que no tuvo los éxitos esperados, sería posteriormente denominado con el término populismo. Renunció al cargo el 3 de enero de 1975.
En 1975 asume la Presidencia del Centro de Investigación y Docencia Económicas (CIDE), del que fue impulsor, hasta 1977 en que el presidente José López Portillo lo nombró como Embajador de México en Francia, donde permanece hasta 1982, cuando es llamado por López Portillo para dirigir el Banco Nacional de Comercio Exterior, luego de la renuncia de Adrián Lajous Martínez. Al año siguiente, el presidente Miguel de la Madrid lo nombra  embajador ante la Unión Soviética y posteriormente, en 1988, el presidente Carlos Salinas de Gortari lo designa como embajador ante Italia, este último en 1990 lo nombra embajador en Chile, el primer embajador mexicano en dicho país desde el rompimiento de relaciones diplomáticas en 1973 al golpe de Estado que derrocó a Salvador Allende, y en 1993 pasa con igual representación ante la República Checa hasta 1996.
Tras estos cargos, se retiró de la actividad política al ejercicio de su profesión, murió en México, D. F. el 17 de mayo de 2010.